# Jeffrey Evans

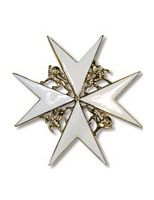
Estrela da
Ordem de São João

Jeffrey Richard de Corban Evans, 4° barão Mountevans (Suécia, 13 de maio de 1948), é corretor de navios britânico e em 2007 vereador (língua inglesa: Alderman) de la Cidade de Londres.
O Honorável Jeffrey Evans se tornou Meirinho de Londres dos anos 2012-13, e desde 13 novembro de 2015 é Lord-Mayor (o Senhor Prefeito) de Londres.
Filho menor de Richard Evans, 2° barão Mountevans (1918-1974), herdou a baronia em 2014.

## Honras
- Barão (Reino Unido) (suc. 2014)
- Cavaleiro de Justiça da Ordem de São João (2015)
- Ordem de Mubarak o Grande (Wisam Mubarak al-Kabir) do Kuwait (2016)